# Suite pour violoncelle no 1 de Britten
Pour les articles homonymes, voir Suite pour violoncelle.
La Suite pour violoncelle no 1 en sol majeur op.72, composée par Benjamin Britten en 1964, est la première des trois suites pour violoncelle seul du compositeur britannique.

## Historique
Composée à l'automne 1964, alors que Britten est de retour d'un voyage en URSS, elle est créée par le violoncelliste Mstislav Rostropovitch le 27 juin 1965 lors du Festival d'Aldeburgh que Britten a fondé en 1947.

## Structure
La structure de l'œuvre est un peu particulière composée de six sections divisées en trois groupes de deux mouvements précédés chacun d'un canto introductif :
- Canto primo : Sostenuto e largamente - 2 min 30 s

1. Fuga : Andante moderato - 4 min 00 s
2. Lamento : Lento rubato - 2 min 45 s

- Canto secondo : Sostenuto - 1 min 00 s

1. Serenata : Allegretto pizzicato - 2 min 30 s
2. Marcia : Alla marcia moderato - 3 min 20 s

- Canto terzo : Sostenuto - 2 min 10 s

1. Bordone : Moderato quasi recitativo - 3 min 00 s
2. Moto perpetuo e Canto quarto : Presto - 3 min 00 s

Son exécution dure environ 26 minutes.

## Discographie sélective
- Britten Cello Suites 1 & 2, par Mstislav Rostropovitch, Decca Records, 1962/1969.
- Suites pour violoncelle seul, par Jean-Guihen Queyras, Harmonia Mundi, Les Nouveaux Interprètes, 1998.
- Suites pour violoncelle seul, par Truls Mørk, Virgin Classics, 2000.